# SM (mina)
SM – mina sygnalizacyjno-oświetleniowa stosowana między innymi w Wojsku Polskim.

## Charakterystyka
Przeznaczenie
Miny sygnalizacyjne SM przeznaczone są do oświetlania terenu i uprzedzenia wojsk własnych o zbliżaniu się nieprzyjaciela lub przenikaniu jego grup przez teren, w którym jest  ustawiona. Ustawia się je w celu osłony zapór minowych, drutowych, zawał leśnych, skrytych podejść oraz obiektów o znaczeniu wojskowym, położonych przed przednim skrajem obrony i w jej głębi. Ponadto mogą być ustawione na odcinkach słabo obsadzonych przez własne pododdziały oraz na stykach i skrzydłach pododdziałów będących w obronie. 
Budowa
Mina sygnalizacyjna SM składa się z metalowego kadłuba, wewnątrz którego znajdują się w osłonie papierowej kostki: naboju dźwiękowego i oświetleniowego oraz podsypka prochowa. Ponadto w skład miny wchodzi zapalnik MUW lub MUW-2, drut odciągowy z zatrzaskiem i kołek odciągowy. Kadłub miny w dolnej części jest pomalowany na kolor biały, czerwony lub zielony, co wskazuje barwę sygnału świetlnego. W górnej części kadłuba jest zespół zapalający, który opiera się na pierścieniu.
Działanie miny
Po wyciągnięciu zawleczki bojowej z zapalnika MUW, zwolniona iglica pod działaniem sprężyny uderza w spłonkę zapalającą, powodując zapalenie ładunku prochowego i masy zapalającej, od którego wybucha blok dźwiękowy. Po zadziałaniu bloku dźwiękowego, zapala się ładunek prochowy i masa zapalająca bloku świetlnego, a przenikający płomień do kolejnych dolnych ładunków prochowych, znajdujących się pod gwiazdkami świetlnymi, powoduje ich kolejne zapalenie i wyrzucenie w górę gwiazdek świetlnych.